# Myrcia pullei
Myrcia pullei là một loài thực vật có hoa trong Họ Đào kim nương. Loài này được Burret ex Amshoff mô tả khoa học đầu tiên năm 1950.